# Snodgrassia
Snodgrassia es un género de polillas tortrícidas categorizado en la tribu Archipini, de la subfamilia Tortricinae. Fue descrito por Diakonoff en 1968.

## Especies
- Snodgrassia buruana (Diakonoff, 1941)
- Snodgrassia calliplecta Diakonoff, 1983
- Snodgrassia petrophracta (Meyrick, 1938)
- Snodgrassia stenochorda (Meyrick, 1928)